# Fornaci di Barga
Fornaci di Barga es una localidad del municipio italiano de Barga (provincia de Lucca en la Toscana). Fornaci es situada a 165 m s.l.m. en la ribera izquierda del río Serchio.

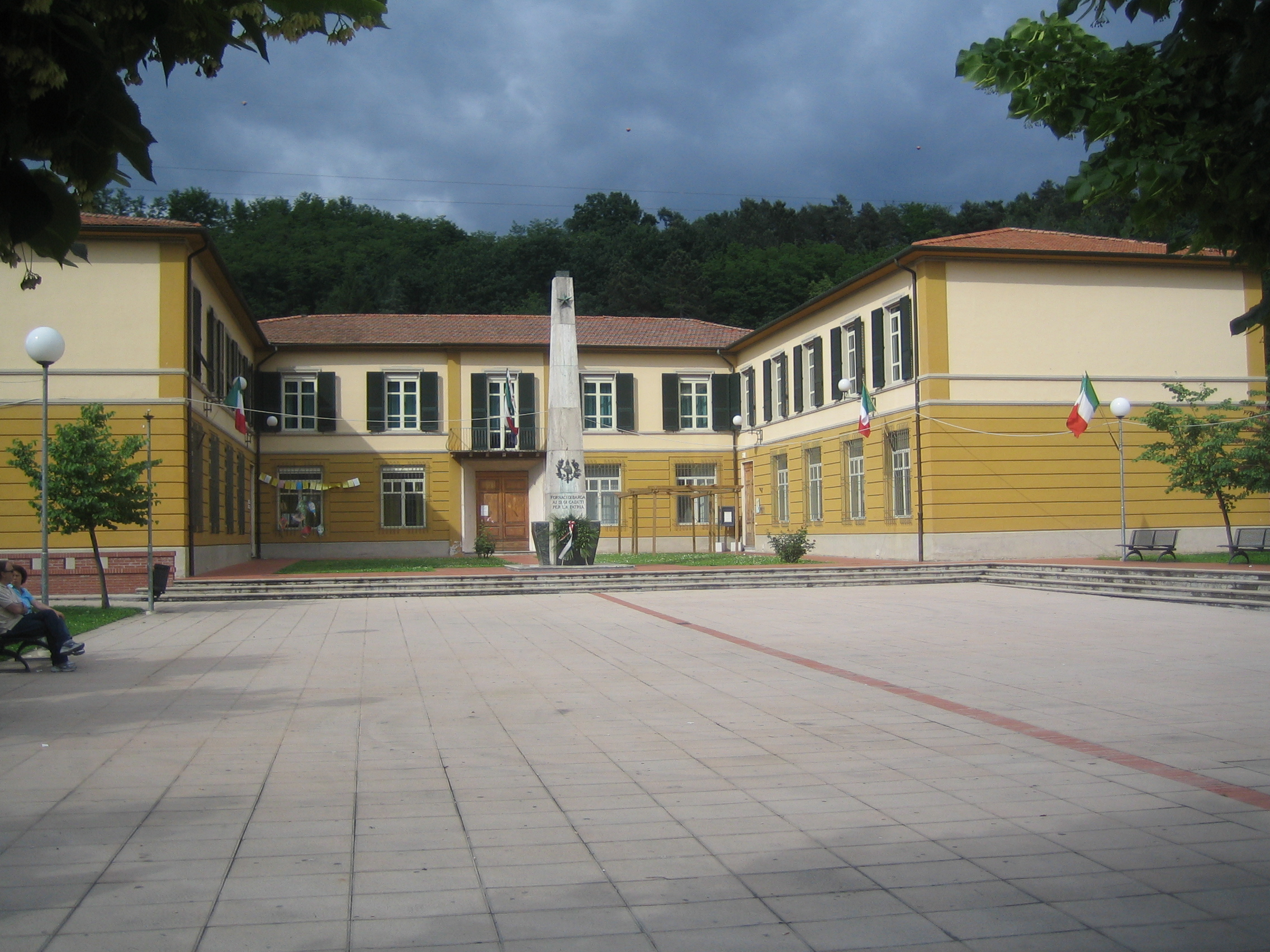
Plaza 4 de noviembre.
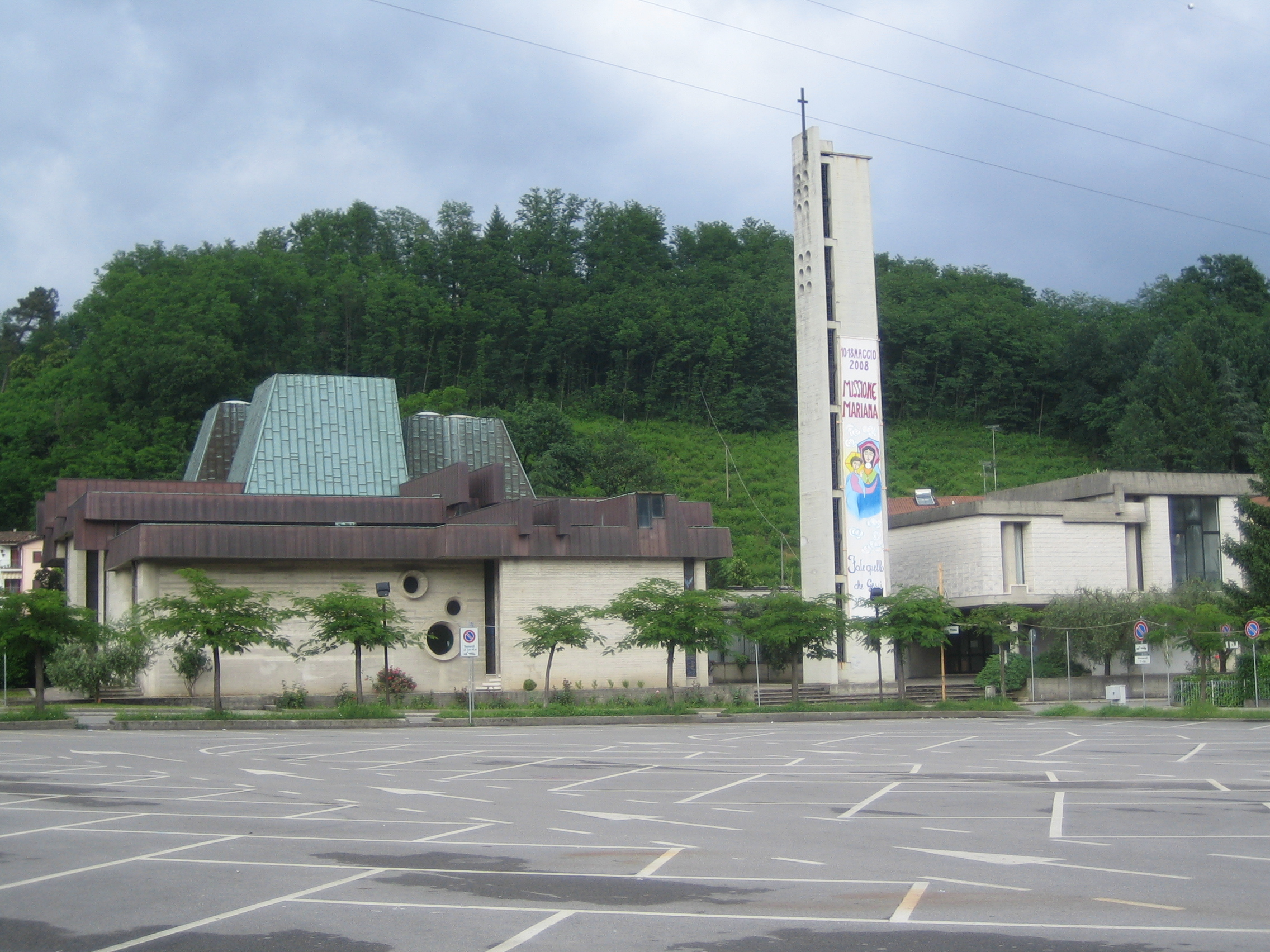
Iglesia de Cristo Redentor.
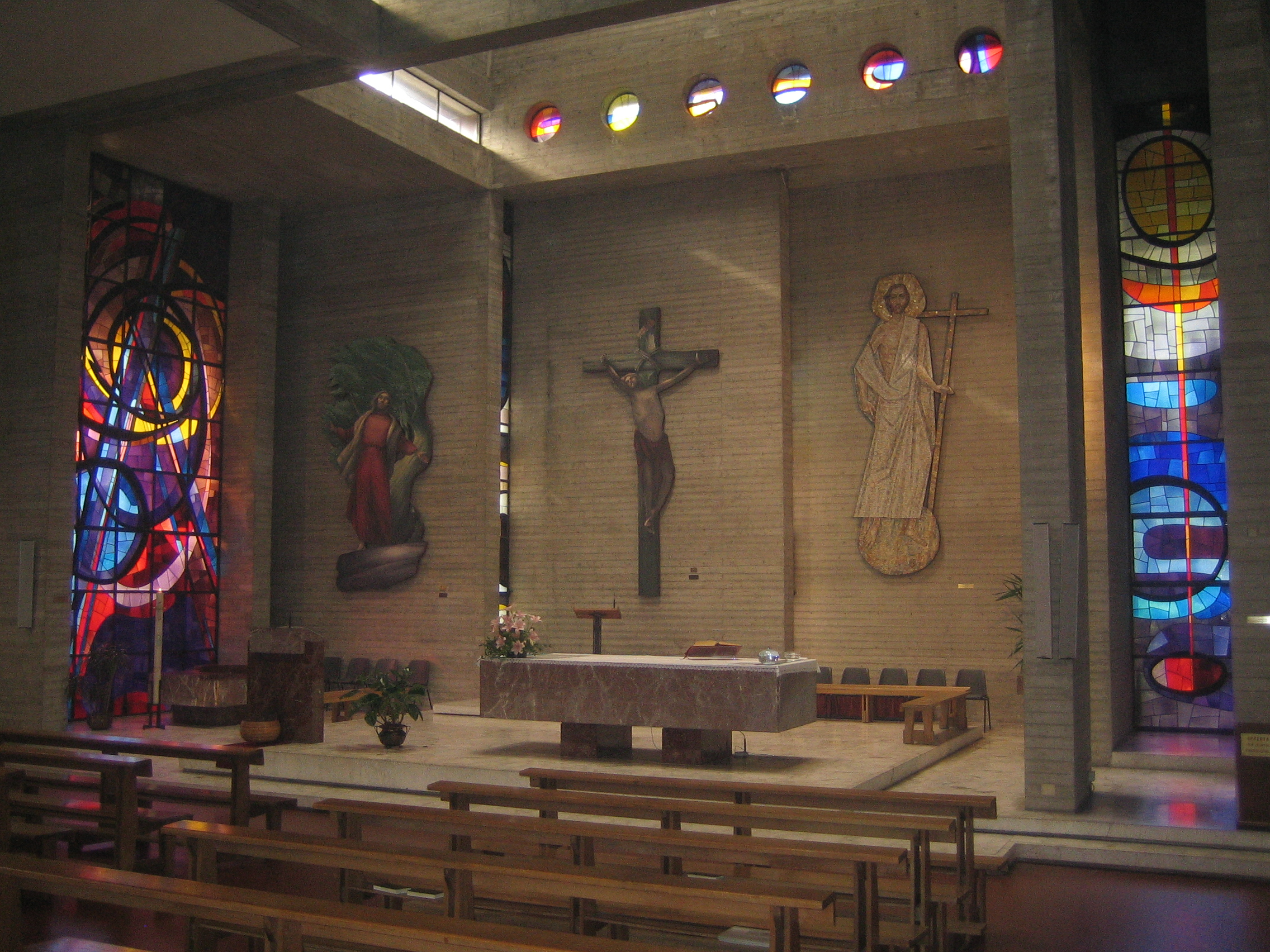
Iglesia de Cristo Redentor.
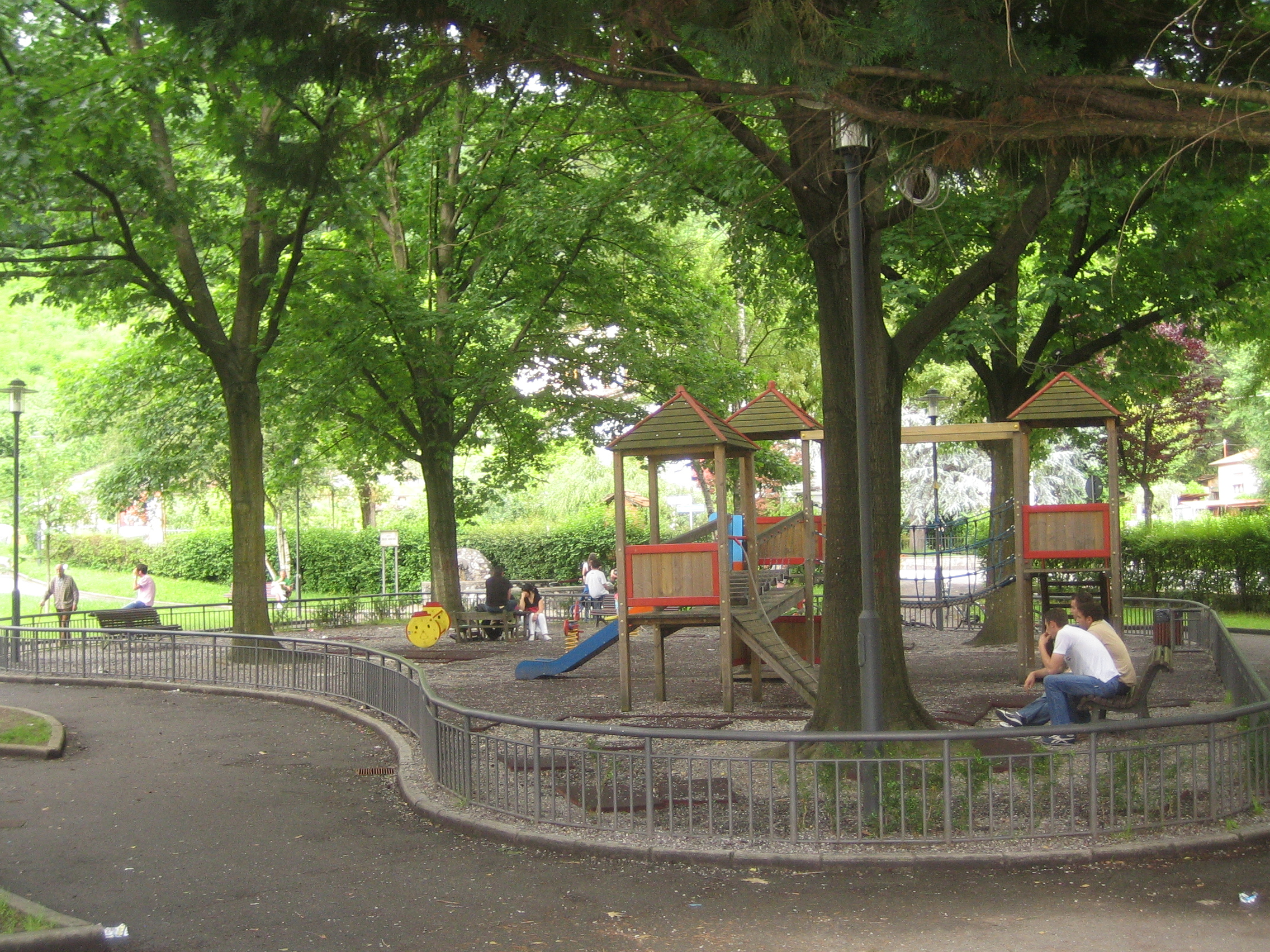
Parque Felice Menichini.
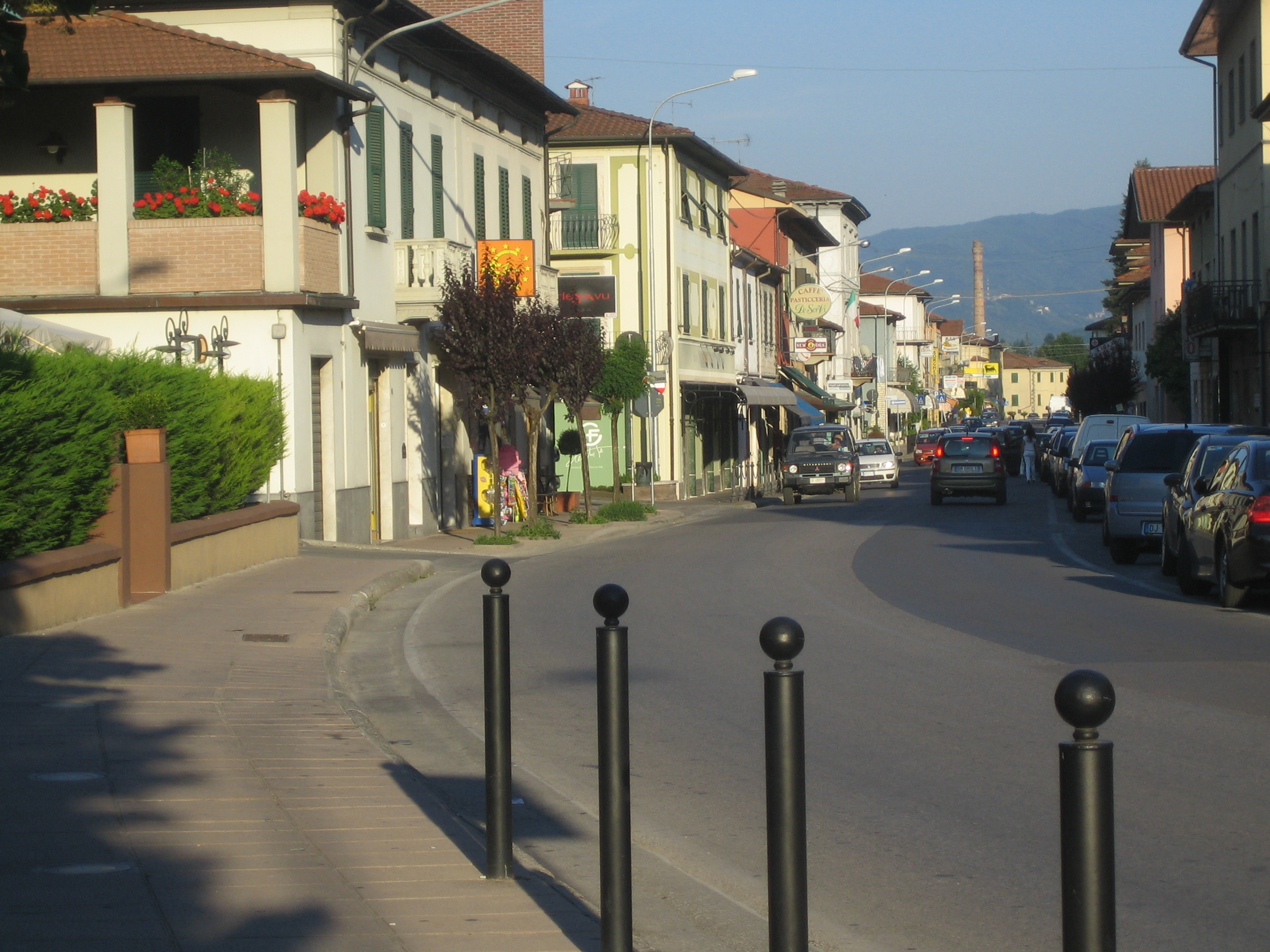
Via della Repubblica.
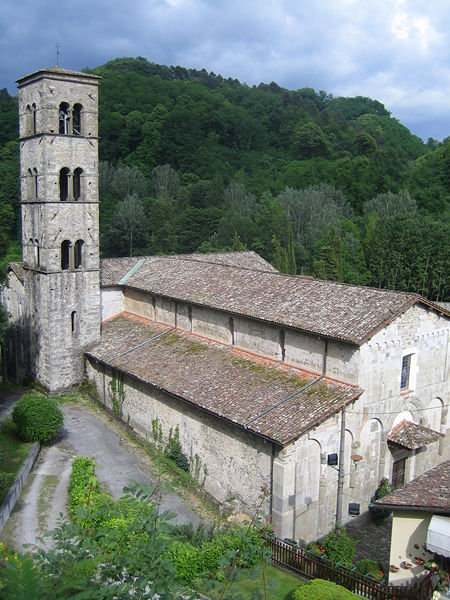
Iglesia de Santa María en Loppia.
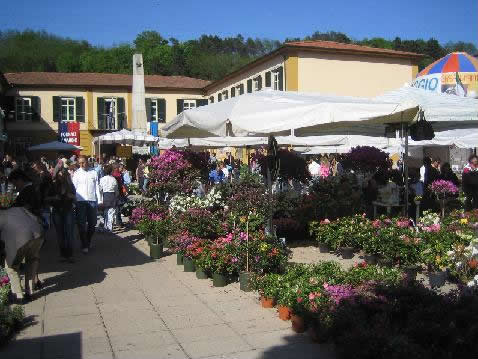
Plaza 4 de noviembre durante el Expo del 1° de mayo.
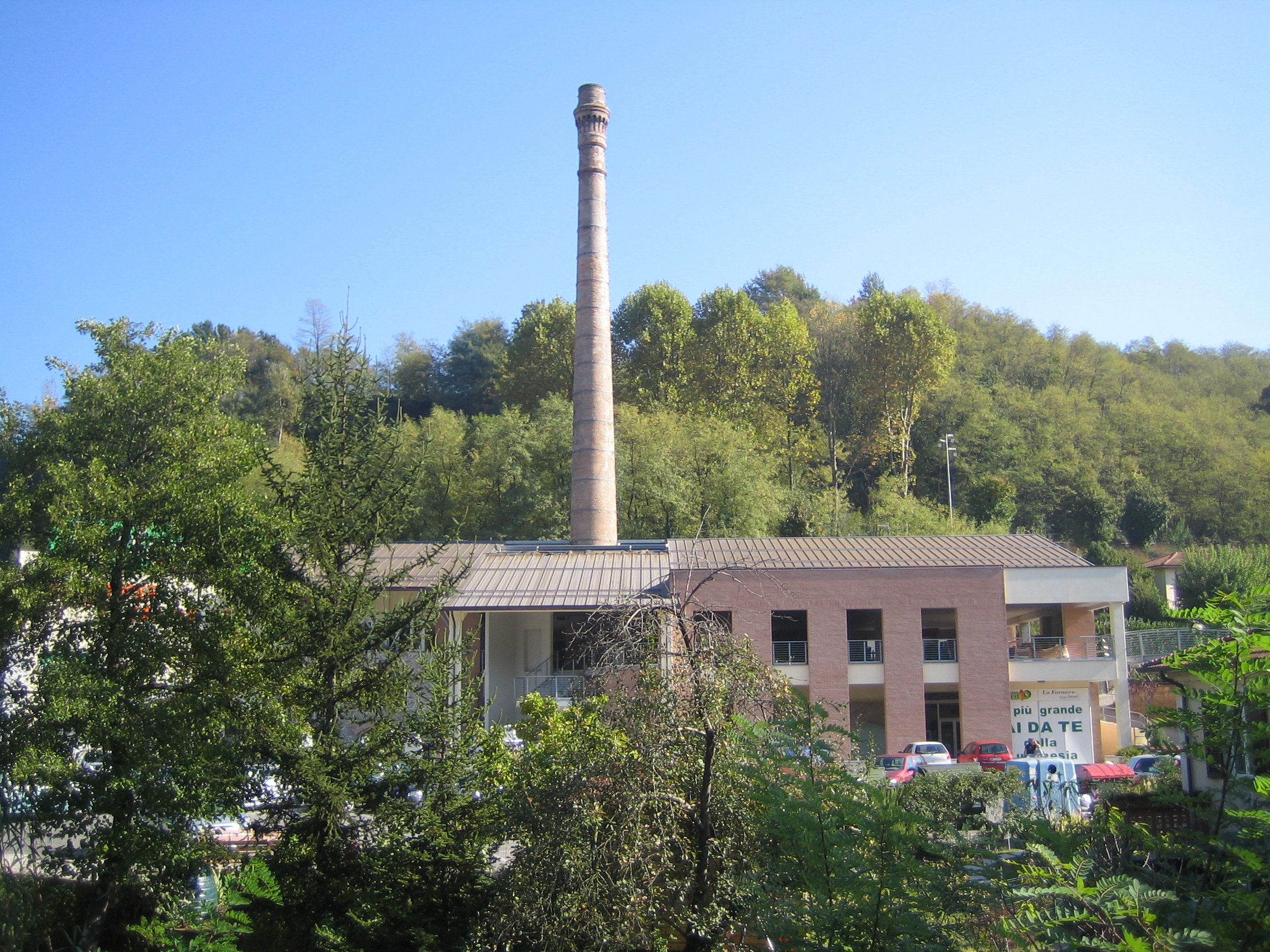
La antigua chimenea.
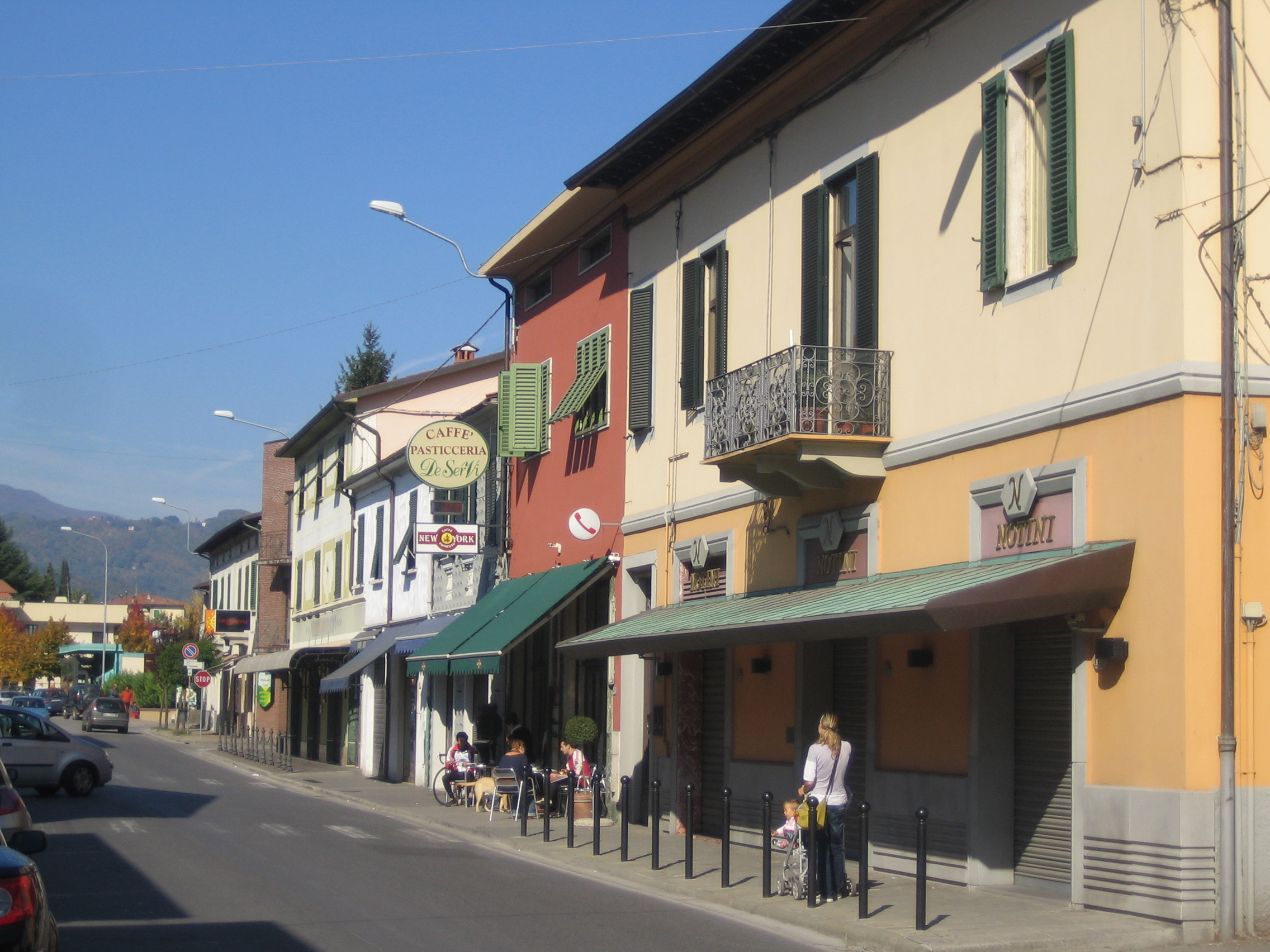
Via della Repubblica.

- Datos: Q942628
- Multimedia: Fornaci di Barga / Q942628

1. ↑  Worldpostalcodes.org, código postal n.º 55051.